# Radioncólogo
El radioncólogo es un médico especialista que utiliza radiaciones ionizantes (como los rayos X de alta energía o megavoltaje, o los radionúclidos) en el tratamiento del cáncer.  La oncología radioterápica es uno de los tres tratamientos principales contra el cáncer. Los otros dos son la oncología quirúrgica y la oncología médica.  La radiación es un tipo de tratamiento que puede aplicarse solo o en combinación con la cirugía o la quimioterapia. También se puede utilizar como tratamiento paliativo para aliviar los síntomas de los pacientes con un cáncer incurable. Además, un radioncólogo puede usar la radiación para el tratamiento de algunas enfermedades benignas, incluidos los tumores benignos.  En algunos países (no en Estados Unidos), el oncólogo clínico es el único que domina la radioterapia y la quimioterapia. Dentro del equipo multidisciplinar especializado en cáncer, los radioncólogos trabajan en estrecha colaboración con otros médicos, como cirujanos oncólogos, radiólogos intervencionistas, subespecialistas en medicina interna y oncólogos médicos, así como con técnicos y físicos médicos. En Estados Unidos, los radioncólogos reciben una formación especializada en oncología durante cuatro años, y los oncólogos que administran la quimioterapia adquieren dos años más de formación en asistencia oncológica durante la especialización tras finalizar la residencia en medicina interna.

## Estados Unidos
En Estados Unidos, los radioncólogos realizan cuatro años de residencia (además de uno de prácticas), que está más enfocada a la formación en oncología que a cualquier otra especialidad médica. Actualmente, la oncología radioterápica está entre las especialidades más competitivas, de acuerdo con la proporción de residentes que logran acceder a la especialidad solicitada. Durante los cuatro años de estudios de posgrado, los residentes aprenden acerca de la oncología clínica, la física y la biología de la radiación ionizante y el tratamiento con radiación en pacientes con cáncer.  Tras finalizar esta formación, un radioncólogo puede obtener una certificación de la American Board of Radiology (ABR). Para obtener la certificación de la ABR hay que realizar dos exámenes escritos y un examen práctico oral.  Si se superan con éxito estas pruebas, la ABR concede una certificación temporal. La certificación se renueva mediante una serie de calificaciones de las prácticas médicas y la formación continuada, que incluyen un examen escrito, la evaluación de parámetros en la práctica clínica, los créditos de la educación médica continuada y el cumplimiento de las buenas prácticas médicas.

### India
En la India, la formación en radioterapia incluye el tratamiento de tumores sólidos con quimioterapia, radioterapia y cuidados paliativos en la mayoría de los estados. El título de posgrado de máster en medicina (MD degree) se otorga tras realizar 3 años de formación integral continua después de la licenciatura en Medicina y Cirugía, y un examen final universitario. Los especialistas en Oncología Radioterápica son los oncólogos más cualificados en India para administrar radioterapia y quimioterapia. El primer servicio de radioterapia de Asia se creó en 1910 en el Calcutta Medical College, en el estado de Bengala Occidental, y sigue siendo un importante centro educativo de oncología en la India.

### Canadá
En Canadá y Estados Unidos, la formación en oncología radioterápica es muy parecida. Los radioncólogos pasan directamente a realizar la residencia de oncología radioterápica durante 5 años, siendo el primer año de prácticas. En los cuatro años siguientes, los residentes completan una formación intensiva en oncología clínica, radiofísica y radiobiología, y en planificación del tratamiento y administración de radioterapia. Después de la residencia, la mayoría de los radioncólogos quiere hacer una especialización, entre las que se incluyen la braquiterapia, la radioterapia de intensidad modulada (IMRT), la oncología radioterápica ginecológica y muchas más.  En Canadá, los radioncólogos normalmente tratan dos o tres zonas anatómicas diferentes, como el cáncer de cabeza y cuello, de senos, genitourinario, hematológico, ginecológico, del sistema nervioso central o de pulmón.

### Reino Unido e Irlanda
En el Reino Unido, los oncólogos clínicos trabajan con radioterapia y también están plenamente capacitados para administrar quimioterapia. Cuando terminan el grado en medicina, todos los oncólogos deben recibir formación completa en medicina interna general y deben aprobar el examen MRCP, normalmente 3-4 años después de obtener el título. Posteriormente, hay que recibir durante 5 años formación especializada como médico residente en un programa de formación reconocido, en el que se tratan todos los aspectos no quirúrgicos de la oncología. Durante este tiempo, el residente debe pasar el examen FRCR para poder registrarse como especialista en oncología clínica. Un porcentaje significativo de los residentes prolongarán este periodo para realizar una beca de investigación académica, el título de posgrado de máster en medicina (MD) o el doctorado (PhD). Casi todos los oncólogos clínicos especialistas de Gran Bretaña son miembros del Royal College of Radiologists (Colegio de radiólogos), el órgano rector de la especialidad. Aunque la mayoría de los oncólogos tratan una serie de casos comunes de oncología general, el grado de especialización está aumentando y se espera que estos médicos se especialicen en uno o dos subdominios.

### Australia y Nueva Zelanda
En Australia y Nueva Zelanda, el Colegio de Radiólogos de Australia y Nueva Zelanda  (RANZCR[1] por sus siglas en inglés) otorga una beca (FRANZCR) a los estudiantes tras realizar un programa de 5 años y una serie de exámenes y módulos. Al igual que en otros países, los radioncólogos tienden a subespecializarse, aunque en los centros más pequeños siempre los habrá más generalistas. Aunque están capacitados para administrar quimioterapia, los radioncólogos de Australia y Nueva Zelanda rara vez la prescriben.

### Irán
En Irán, los radioncólogos formados en las áreas no quirúrgicas de la oncología (incluida la radioterapia) entran directamente en un programa de residencia de 5 años después de terminar los 7 años de formación en medicina general y de su aceptación al examen nacional para la residencia.

### Nepal
En Nepal, únicamente el Hospital Bir dirige un programa de residencia en oncología radioterápica de la Academia Nacional de Ciencias Médicas (NAMS por sus siglas en inglés). Se trata de un programa de residencia de 3 años, y las principales especialidades son la quimioterapia, la radioterapia y los cuidados paliativos.